# Festival de la Canción de Eurovisión Junior
El Festival de la Canción de Eurovisión Júnior (en inglés Junior Eurovision Song Contest) es un concurso televisivo de carácter anual, en el que participan intérpretes representantes de las televisiones (en su mayoría públicas), cuyos países son miembros de la Unión Europea de Radiodifusión. El festival ha sido transmitido cada año desde 2003 y en él participan niños de entre 9 y 14 años.
El nombre del concurso viene de la Red de Distribución de Televisión de Eurovisión (Eurovision Network), que está controlada por la Unión Europea de Radiodifusión (UER) y puede alcanzar audiencias potenciales de más de mil millones de personas. Cualquier miembro activo de la UER puede participar en el Festival, por lo que la aptitud para formar parte de este magno evento no está determinada por la inclusión geográfica dentro del continente europeo (a pesar del prefijo «Euro» en «Eurovisión»), que no tiene que ver con la Unión Europea ni con el continente. Con el paso de los años, el festival ha crecido de un simple experimento televisivo a una institución internacional de grandes proporciones y el término «Eurovisión» es reconocido a lo largo del mundo.
Para la edición 2015, se invitó a Australia a participar en el certamen, lo que supuso que se convierta en el primer miembro asociado de la UER (y no activo) que participa en Eurovisión, así como en el primer país oceánico. Para la edición 2018 se invitó a otro país asociado, Kazajistán.

## Historia

### Primeros años
En el año 2002, se celebró un festival llamado Melodi Grand Prix Nordic, donde participaron Dinamarca, Suecia y Noruega y que fue ganado por la delegación danesa. A imagen de este festival, la Unión Europea de Radiodifusión decidió organizar en el año 2003 el Festival de la Canción de Eurovisión Junior, que sería llevado a cabo en Copenhague (Dinamarca), el 15 de noviembre de 2003.
Dinamarca, Suecia y Noruega confirmaron su participación en el festival júnior, no produciendo más ediciones del Melodi Grand Prix Nordic. A los tres países nórdicos se les unieron varios países de larga tradición eurovisiva como Bélgica, Países Bajos, España, Chipre, Grecia, Reino Unido y Malta, así como otra tanda de países nuevos como Croacia, la actual Macedonia del Norte, Letonia, Bielorrusia, Rumanía y Polonia. La primera victoria de este festival fue para la delegación croata, representada por Dino Jelusić y la canción "Ti si moja prva ljubav", con 134 puntos.
Por su parte, si la realización del festival de 2003 fue tranquila, la de 2004 fue turbulenta. La Unión Europea de Radiodifusión (UER) había elegido originalmente a la ITV del Reino Unido para alojarlo en Mánchester. Sin embargo, ITV se retiró en mayo de 2004 debido a problemas de financiación y programación. Por lo tanto, el lugar se trasladó a Zagreb, Croacia, el país ganador de 2003, pero la cadena de televisión croata HRT supuestamente olvidó que el lugar previsto para el evento ya estaba reservado para el período en que se iba a llevar a cabo el Festival de la Canción de Eurovisión Junior. De este modo, NRK ofreció Lillehammer para organizarlo. La ciudad usó un recinto de los Juegos Olímpicos de Lillehammer 1994 para albergar la segunda edición del evento. En Lillehammer se produjo el primer éxito global de la historia de Eurovisión Junior, siendo la gran favorita la española María Isabel y su «Antes muerta que sencilla», ganadora de este año con un récord de 171 puntos y 8 puntuaciones máximas, que es el récord dentro del antiguo sistema de puntuación. Es importante destacar que esa canción fue el primer éxito global del concurso juvenil, llegando a superar las fronteras de Europa, ya que también se convirtió en un gran éxito en América Latina y Japón. El top 3 del concurso se repitió aquel año, quedando el Reino Unido y la balada optimista de Cory Spedding en segundo lugar, recibiendo solo una puntuación máxima, y Croacia, con Nika Turković, terminó tercera. Dos nuevos países se unieron al concurso: Francia y Suiza, siendo la única participación de ambos, hasta el regresó de Francia al concurso 14 años después.
El festival de 2005, fue realizado en Hasselt, Bélgica, y fue la primera edición en que las dos emisoras públicas de un país coprodujeron el evento, las emisoras nacionales Vlaamse Radio- en Televisieomroeporganisatie (VRT) y Radio Télévision Belge de la Communauté Française (RTBF). Además, Lituania y Ucrania habían planeado ingresar, pero luego se retiraron, y a Georgia se le pasó el plazo de inscripción. Un hecho negativo de esta edición fue que por primera vez una canción de un país participante fue descalificada por acusaciones de plagio. El 13 de octubre de 2005, la emisora chipriota Cyprus Broadcasting Corporation (CyBC) anunció su retirada después de que surgieran preguntas sobre los orígenes de la canción, con quejas que indicaban que la canción que habían elegido parecía ser plagio. Como faltaba poco tiempo para la realización del concurso, hubo la autorización para que los telespectadores chipriotas pudieran votar normalmente. Igualmente, en esta edición, debutaron también dos nuevos países: Rusia, que en poco tiempo se convertiría en una potencia en el evento, y Serbia y Montenegro, cuyas naciones se separarían al año siguiente. Serbia volvería un año después como país independiente y Montenegro regresaría solo en 2014. Debido a problemas financieros, la televisión suiza se retiró del evento, mientras que Polonia y Francia se retiraron del evento por reestructurar sus televisiones públicas. Polonia solo regresaría al festival en 2016 y Francia, en 2018.
En esta edición cambió el sistema de votación del Festival, después de varias reclamaciones por parte de las emisoras participantes, comenzando cada país inmediatamente con la puntuación máxima en el marcador: 12 puntos. Finalmente, la clasificación terminó con una diferencia de apenas 3 puntos entre la bielorrusa Ksenia Sitnik y el español Antonio José, que quedó en segundo lugar, y la noruega Malin Reitan, que quedó en el tercer lugar.

### 2006: la primera crisis
La edición de 2006 estuvo marcada por varios "primeros": fue la primera que se realizó en el Este europeo y también el primer evento de Eurovisión que se realizó en Rumanía, fue también el primer concurso en tener una niña presentando y también el primer evento de Eurovisión en que Serbia se presentó como un país independiente, meses antes de la celebración del festival adulto de 2007, en el que el país finalmente ganaría.
Si por un lado hubo varios aspectos positivos en este festival, dos hechos negativos marcaron 2006. El primero fue la retirada masiva de las emisoras nórdicas; DR de Dinamarca, Norsk Rikskringkasting (NRK) de Noruega y Sveriges Television (SVT) de Suecia, ya que consideraban que había demasiada presión para los niños. En cambio, volvieron a hacer el llamado Melodi Grand Prix Nordic en Estocolmo, como lo hicieron en 2002. Sorprendentemente, Suecia continuó participando activamente en el evento, después de los resultados obtenidos en los tres primeros años. Sin embargo, los derechos de participación se concedieron a la televisión privada del país, TV4.
Por su parte, ITV, la cadena de televisión británica que tenía los derechos del festival desde 2003 hasta 2005, se retiró del concurso. El contrato entre la UER y la emisora duró tres años y fue firmado poco después de que la BBC rechazara la propuesta. En 2003, transmitieron el concurso en el canal principal ITV, relegándolo a ITV2 durante los próximos dos años debido a la mala audiencia y el poco beneficio comercial del evento. Desde 2006, ninguna emisora británica participó en el evento, aunque en 2018 el País de Gales hizo su debut a través de la S4C y participó en dos ediciones, retirándose y volviendo el Reino Unido en 2022. Letonia también se retiró del Festival, aunque volvería puntualmente en 2010. 
Otro momento destacable fue la situación de Croacia, que debido a dificultades de transmisión y financieras, su televisión no pudo transmitir el festival en directo y fue multada. Dos meses después, se anunció que Croacia renunciaría a participar en las ediciones siguientes por la cláusula contractual que exigía la emisión en directo del certamen y que las votaciones de cada país participante solo podrían ser hechas por teléfono. Esta regla fue retirada para el siguiente concurso, en 2007, y Croacia volvería siete años después, en 2014.
Después de una votación tibia, en la que desde el comienzo era evidente una victoria rusa, con 155 puntos y siete puntuaciones máximas, las Hermanas Tolmachovy constituyeron la primera candidatura rusa en ganar un evento de Eurovisión. Las otras posiciones del Top 3 fueron Bielorrusia y Suecia. Además del debut de Serbia, otros dos países hicieron su primera aparición: Portugal y Ucrania.
A partir de la edición de 2008, celebrada en Chipre, el festival inició un declive que se agudizó en las ediciones de 2012 y 2013. En estas dos ediciones, el número de países participantes llegó a la cantidad mínima de 12 países. En 2012, para aumentar este número, 3 países fueron invitados a participar (Albania, Azerbaiyán e Israel). Al año siguiente, la UER, tenía planeado cancelar el certamen debido al bajo número de países interesados en participar. Sin embargo, la UER confirmó que este festival continuaría. Para continuar con el número mínimo, San Marino debutó, mientras que después de algunos cambios de reglas, la Antigua República Yugoslava de Macedonia y Malta regresaron, después de una ausencia de algunos años. De hecho, uno de esos países (Malta) acabó ganando.

### 2014-actualidad: el resurgir del certamen, nuevos éxitos
El festival resurgió cuando la principal regla del festival adulto pasó a aplicarse en el período de 2013 a 2017, cuando el país vencedor del año anterior iba a ser sede del festival del año siguiente. El número de países aumentó a 16 en 2014, de los cuales solo 9 habían participado el año anterior. De los siete nuevos participantes, al mismo tiempo que cuatro países regresaban al evento (Bulgaria, Chipre, Croacia y Serbia), tres debutaron (Eslovenia, Italia y Montenegro) y uno de los cuales acabó ganando el festival (Italia).
En 2015, el número de participantes igualó el de 2005 y 2007, con 17. Tras la victoria de Italia en el Festival de la Canción Eurovisión Junior 2014, la Unión Europea de Radiodifusión le había dado a la emisora italiana RAI la primera negativa a organizar el concurso de 2015. Sin embargo, el 15 de enero de 2015, la RAI declinó el derecho de organizar el concurso. El Supervisor Ejecutivo del Festival de Eurovisión Junior, Vladislav Yakovlev, elogió a la cadena de televisión italiana RAI por su tiempo investigando las posibilidades de alojamiento, a pesar de que hicieron su primera aparición en 2014, y explicó cómo la EBU estaba en una posición afortunada por haber recibido ofertas de dos países: Malta y Bulgaria. De esta manera, el festival acabó siendo realizado en Sofía, Bulgaria, que quedó en segundo lugar el año anterior. En esta ocasión, dos países participaron por primera vez: Australia —como país invitado— e Irlanda, mientras que tres se retiraron (Chipre, Croacia y Suecia), y dos regresaron (Albania y A.R.Y. de Macedonia). Esta edición estuvo marcada por la segunda victoria de Malta, que había ganado dos años antes.
En 2016, el festival se celebró en La Valeta (Malta) y contó con 17 países participantes, una edición que ganó Georgia, que albergó el certamen el año siguiente, el cual contó con 16 países y el histórico retorno de Portugal. En 2018, el certamen se celebró en Minsk (Bielorrusia) y alcanzó la cifra récord de 20 naciones en competición y otro regreso histórico, el de Francia, así como un debut por invitación a un país asociado a la UER, como fue el caso de Kazajistán. En 2019, el festival se celebró en Gliwice, Polonia, después de la victoria de este país en 2018, y contó con 19 países. España y TVE volvieron al certamen trece años después con Melani y "Marte", quedando en 3.ª posición. 
En 2020, debido a la crisis del coronavirus, cada participante actuó desde su país. Este año, los países participantes bajaron a 12, a pesar del debut de Alemania, igualando la cantidad más baja de participantes en una edición.
En el año 2021, el número de participantes volvió a crecer hasta igualar los 19 de la edición de 2019, última edición antes de la pandemia de la COVID-19. Entre ellos, destacaron los retornos de Bulgaria, Italia, Irlanda, Albania, Armenia, Azerbaiyán, Macedonia del Norte y Portugal, todos ellos retirados en ediciones anteriores a consecuencia de la pandemia de COVID-19, que también alcanzó al continente europeo. Luego, en Ereván 2022 hubo 16 participantes, a pesar del retorno del Reino Unido (esta vez con la BBC), un número que se repitió en Niza 2023 con el debut de Estonia. En 2024, la ciudad de Madrid acogió el festival con 17 participantes, 1 más que la edición anterior, esto debido a la retirada del Reino Unido y al retorno de Chipre y San Marino, ausentes durante 5 y 9 años respectivamente.

## Sedes
Diferentes sedes han acogido las 22 ediciones celebradas entre 2003 y 2024. Un total de 13 países han acogido la celebración del festival infantil.
De los 16 fundadores, 10 de ellos han acogido un total de 14 ediciones. Dinamarca en 2003, Noruega en 2004, Bélgica en 2005, Rumanía en 2006, Países Bajos en 2007 y 2012, Chipre en 2008, Bielorrusia en 2010 y 2018, Malta en 2014 y 2016, Polonia en 2019 y 2020 y España en 2024.
Aunque Dinamarca, Noruega, Bélgica, Rumanía y Chipre no participen actualmente en el festival, han acogido una edición cada país; siendo los países que acogieron las primeras ediciones del pequeño festival. 
Países Bajos en 2007 y 2012, Ucrania en 2009 y 2013, Bielorrusia en 2010 y 2018, Armenia en 2011 y 2022, Malta en 2014 y 2016, Polonia en 2019 y 2020 y Francia en 2021 y 2023 son los únicos países que han albergado dos veces el festival.
Cabe destacar que Polonia ganó siendo sede en la edición de 2019. Además, solo Armenia, Ucrania, Malta, Georgia, Polonia y Francia han organizado el festival en su país tras ganar la edición anterior. Armenia ganó en 2010 y 2021 y lo organizó en 2011 y 2022, mientras que Ucrania hizo lo mismo en 2012 y 2013. Georgia replicó esta práctica en 2016 y 2017. Malta se llevó dos victorias en 2013 y 2015 y organizó los festivales de 2014 y 2016. Polonia fue sede en 2019 tras ganar en 2018 y en 2020 después de vencer en 2019. Por su parte, Francia ganó en 2020 y 2022, organizando los festivales de 2021 y 2023, y logró ganar siendo sede en 2023
La gran mayoría de victorias no se han llevado la organización del festival el año siguiente, siendo el caso de Croacia en 2003, España en 2004, Bielorrusia en 2005 y 2007, Rusia en 2006 y 2017, Georgia en 2008 y 2011, Países Bajos en 2009 e Italia en 2014.
Para Rumanía, Chipre, Bielorrusia, Armenia, Malta, Bulgaria y Georgia ha sido la primera ocasión de acoger un evento de la familia eurovisión. 
| Año  | País         | Ciudad      | Lugar                                    | Participantes | Lema y Traducción                                   |
| ---- | ------------ | ----------- | ---------------------------------------- | ------------- | --------------------------------------------------- |
| 2003 | Dinamarca    | Copenhague  | Forum Copenhagen                         | 16            | -                                                   |
| 2004 | Noruega      | Lillehammer | Håkons Hall                              | 18            | -                                                   |
| 2005 | Bélgica      | Hasselt     | Ethias Arena                             | 16            | Let’s Get Loud (Hagamos ruido)                      |
| 2006 | Rumania      | Bucarest    | Sala Polivalenta                         | 15            | Let The Music Play (Que suene la música)            |
| 2007 | Países Bajos | Róterdam    | Ahoy Rotterdam                           | 17            | Make A Big Splash (Haz un gran chapuzón)            |
| 2008 | Chipre       | Limassol    | Centro Atlético Spyros Kyprianou         | 15            | Fun In The Sun (Diversión en el sol)                |
| 2009 | Ucrania      | Kiev        | Palacio de los deportes de Kiev          | 13            | For The Joy Of People (Para la alegría de la gente) |
| 2010 | Bielorrusia  | Minsk       | Minsk Arena                              | 14            | Feel The Magic (Siente la magia)                    |
| 2011 | Armenia      | Ereván      | Complejo Karen Demirchyan                | 13            | Reach For The Top (Alcanza a cima)                  |
| 2012 | Países Bajos | Ámsterdam   | Heineken Music Hall                      | 12            | Break the Ice (Rompe el Hielo)                      |
| 2013 | Ucrania      | Kiev        | Palacio Nacional de las Artes de Ucrania | 12            | Be creative (Sé creativo)                           |
| 2014 | Malta        | Marsa       | Malta Shipbuilding                       | 16            | Together (Juntos)                                   |
| 2015 | Bulgaria     | Sofía       | Arena Armeec                             | 17            | Discover (Descubrir)                                |
| 2016 | Malta        | La Valeta   | Centro de Conferencias del Mediterráneo  | 17            | Embrace (Abraza)                                    |
| 2017 | Georgia      | Tiflis      | Palacio Olímpico de Tiflis               | 16            | Shine Bright (Brilla con luz propia)                |
| 2018 | Bielorrusia  | Minsk       | Minsk Arena                              | 20            | Light Up (Ilumina)                                  |
| 2019 | Polonia      | Gliwice     | Gliwice Arena                            | 19            | Share the Joy (Comparte la Alegría)                 |
| 2020 | Polonia      | Varsovia    | Estudios de TVP                          | 12            | Move the World (Mover el mundo)                     |
| 2021 | Francia      | París       | La Seine Musicale                        | 19            | Imagine (Imagina)                                   |
| 2022 | Armenia      | Ereván      | Complejo Karen Demirchyan                | 16            | Spin The Magic (Gira La Magia)                      |
| 2023 | Francia      | Niza        | Palais Nikaïa                            | 16            | Heroes (Héroes)                                     |
| 2024 | España       | Madrid      | Caja Mágica                              | 17            | Let's Bloom (Vamos a Florecer)                      |

## Participación
Hasta 2024, cuando se realizó la vigesimosegunda edición, 41 países han participado al menos una vez. A diferencia de la versión adulta, el número de países participantes cambia drásticamente en cada edición. La edición con el mayor número de participantes fue la de 2018, cuando 20 países se inscribieron para el certamen que se disputó en Minsk (Bielorrusia). Anteriormente, había sido en Lillehammer (Noruega) en 2004, con 18 países. En cambio, el número más bajo registrado fue el de 12 participantes en 2012 Ámsterdam (Países Bajos), en 2013 Kiev (Ucrania) y en 2020 Varsovia (Polonia). El único país en participar en todas las ediciones del concurso es Países Bajos.
| Año  | Países según su debut |
| ---- | --- |
| 2003 | Bélgica, Bielorrusia, Chipre, Croacia, Dinamarca, España, Grecia, Letonia, Macedonia del Norte, Malta, Noruega, Países Bajos, Polonia, Reino Unido, Rumania, Suecia |
| 2004 | Francia, Suiza |
| 2005 | Rusia, Serbia y Montenegro |
| 2006 | Portugal, Serbia, Ucrania |
| 2007 | Armenia, Bulgaria, Georgia, Lituania |
| 2010 | Moldavia |
| 2012 | Albania, Azerbaiyán, Israel |
| 2013 | San Marino |
| 2014 | Eslovenia, Italia, Montenegro |
| 2015 | Australia, Irlanda |
| 2018 | Gales, Kazajistán |
| 2020 | Alemania |
| 2023 | Estonia |

| Año  | Países según se retiran                                                            |
| ---- | ---------------------------------------------------------------------------------- |
| 2005 | Chipre, Francia, Polonia, Suiza                                                    |
| 2006 | Dinamarca, Letonia, Noruega, Serbia y Montenegro, Reino Unido                      |
| 2007 | Croacia, España                                                                    |
| 2008 | Portugal, Suecia                                                                   |
| 2009 | Bulgaria, Grecia, Lituania                                                         |
| 2010 | Chipre, Rumania                                                                    |
| 2011 | Malta, Serbia                                                                      |
| 2012 | Bulgaria, Letonia, Lituania, Macedonia del Norte                                   |
| 2013 | Albania, Bélgica, Israel                                                           |
| 2014 | Azerbaiyán, Macedonia del Norte, Moldavia                                          |
| 2015 | Chipre, Croacia, Suecia                                                            |
| 2016 | Eslovenia, Montenegro, San Marino                                                  |
| 2017 | Bulgaria, Israel                                                                   |
| 2018 | Chipre                                                                             |
| 2019 | Azerbaiyán, Israel                                                                 |
| 2020 | Albania, Armenia, Australia, Gales, Irlanda, Italia, Macedonia del Norte, Portugal |
| 2021 | Bielorrusia                                                                        |
| 2022 | Alemania, Azerbaiyán, Bulgaria, Rusia                                              |
| 2023 | Kazajistán, Serbia                                                                 |
| 2024 | Reino Unido                                                                        |
| 2025 | Alemania, Estonia                                                                  |

| Año  | Países según retornan                                                                  |
| ---- | -------------------------------------------------------------------------------------- |
| 2006 | Chipre                                                                                 |
| 2009 | Suecia                                                                                 |
| 2010 | Letonia, Lituania                                                                      |
| 2011 | Bulgaria                                                                               |
| 2013 | Macedonia del Norte, Malta                                                             |
| 2014 | Bulgaria, Chipre, Croacia, Serbia                                                      |
| 2015 | Albania, Macedonia del Norte                                                           |
| 2016 | Chipre, Israel, Polonia                                                                |
| 2017 | Portugal                                                                               |
| 2018 | Azerbaiyán, Francia, Israel                                                            |
| 2019 | España                                                                                 |
| 2021 | Albania, Armenia, Azerbaiyán, Bulgaria, Irlanda, Italia, Macedonia del Norte, Portugal |
| 2022 | Reino Unido                                                                            |
| 2023 | Alemania                                                                               |
| 2024 | Chipre, San Marino                                                                     |
| 2025 | Azerbaiyán, Croacia, Montenegro                                                        |

A día de hoy, en las 22 ediciones celebradas del festival júnior, han ganado 12 países. La victoria de Polonia en la edición de 2019 es la máxima puntuación con 278 puntos (con un sistema de votación diferente al que se había usado hasta la edición del 2015). Las victorias de Georgia en 2016 y 2024 empatan el segundo lugar con más puntos, ambas con un total de 239. Francia en 2023 con 228 puntos es la tercera. Armenia en 2021 es la cuarta con 224, mientras que Polonia en 2018 con 215 puntos es la quinta.
Actualmente, Georgia es el país con más victorias en el pequeño festival, con un total de cuatro triunfos en los años 2008, 2011, 2016 y 2024; mientras que Polonia (2018 y 2019) y Francia (2022 y 2023) son los únicos que han ganado de forma consecutiva. Por su parte, Armenia (en 2007, 2009, 2015, 2016 y 2022) es el único país que ha quedado cinco veces en segunda posición. A este le siguen España con tres segundos puestos (en 2003, 2005 y 2023) y Ucrania (en 2008 y 2013), Georgia (en 2012 y 2017) y Kazajistán (en 2019 y 2020), con dos.
Polonia hacía historia al revalidar el título de campeón en 2019 siendo, al mismo tiempo, sede del festival, tras haber ganado el año anterior. Francia, con sus victorias en 2022 y 2023, se convierte en el segundo país en lograr dos triunfos consecutivos, siendo la de 2023 ganada como anfitrión. Además, Bielorrusia y Malta son los únicos países que en un período de tres años han obtenido dos victorias: 2005 - 2007 y 2013 - 2015, respectivamente; y Francia es el único país en obtener sus tres victorias en un lapso de cuatro años (2020 - 2023), a comparación con Georgia que obtuvo la misma cantidad de victorias en un lapso de nueve años (2008 - 2016).
Polonia (2019 y 2020), Bielorrusia (2010 y 2018), Malta (2014 y 2016), Países Bajos (2007 y 2012), Ucrania (2009 y 2013), Armenia (2010 y 2022) y Francia (2021 y 2023) han sido los países que han albergado dos veces el festival.

## Países ganadores
Hay que destacar las victorias de Armenia, Bielorrusia, Croacia, Georgia, Malta y Polonia, ya que han ganado en la versión júnior pero no en la sénior.
Del grupo de los 16 fundadores del pequeño festival, seis de ellos han obtenido un total de 9 victorias. Croacia en 2003, España en 2004, Bielorrusia en 2005 y 2007, Países Bajos en 2009, Malta en 2013 y 2015 y Polonia en 2018 y 2019 son los que se han llevado el trofeo a casa.
| Año  | País ganador | Canción                   | Intérprete           | Pts | Segundo lugar | Tercer lugar | Fecha                   | Sede        |
| ---- | ------------ | ------------------------- | -------------------- | --- | ------------- | ------------ | ----------------------- | ----------- |
| 2003 | Croacia      | Ti si moja prva ljubav    | Dino Jelusić         | 134 | España        | Reino Unido  | 15 de noviembre de 2003 | Copenhague  |
| 2004 | España       | Antes muerta que sencilla | María Isabel         | 171 | Reino Unido   | Croacia      | 20 de noviembre de 2004 | Lillehammer |
| 2005 | Bielorrusia  | My Vmeste                 | Ksenia Sitnik        | 149 | España        | Noruega      | 26 de noviembre de 2005 | Hasselt     |
| 2006 | Rusia        | Veseniy Jazz              | Hermanas Tolmachovy  | 154 | Bielorrusia   | Suecia       | 2 de diciembre de 2006  | Bucarest    |
| 2007 | Bielorrusia  | S' Druzyami               | Alekséi Zhigalkóvich | 137 | Armenia       | Serbia       | 8 de diciembre de 2007  | Róterdam    |
| 2008 | Georgia      | Bzz...                    | Bzikebi              | 154 | Ucrania       | Lituania     | 22 de noviembre de 2008 | Limassol    |
| 2009 | Países Bajos | Click Clack               | Ralf Mackenbach      | 121 | Armenia       | Rusia        | 21 de noviembre de 2009 | Kiev        |
| 2010 | Armenia      | Mama                      | Vladimir Arzumanyan  | 120 | Rusia         | Serbia       | 20 de noviembre de 2010 | Minsk       |
| 2011 | Georgia      | Candy Music               | CANDY                | 108 | Países Bajos  | Bielorrusia  | 3 de diciembre de 2011  | Ereván      |
| 2012 | Ucrania      | Nebo                      | Anastasiya Petryk    | 138 | Georgia       | Armenia      | 1 de diciembre de 2012  | Ámsterdam   |
| 2013 | Malta        | The Start                 | Gaia Cauchi          | 130 | Ucrania       | Bielorrusia  | 30 de noviembre de 2013 | Kiev        |
| 2014 | Italia       | Tu Primo Grande Amore     | Vincenzo Cantiello   | 159 | Bulgaria      | Armenia      | 15 de noviembre de 2014 | Marsa       |
| 2015 | Malta        | Not My Soul               | Destiny Chukunyere   | 185 | Armenia       | Eslovenia    | 21 de noviembre de 2015 | Sofía       |
| 2016 | Georgia      | Mzeo                      | Mariam Mamadashvili  | 239 | Armenia       | Italia       | 20 de noviembre de 2016 | La Valeta   |
| 2017 | Rusia        | Wings                     | Polina Bogusevich    | 188 | Georgia       | Australia    | 26 de noviembre de 2017 | Tiflis      |
| 2018 | Polonia      | Anyone I Want To Be       | Roksana Węgiel       | 215 | Francia       | Australia    | 25 de noviembre de 2018 | Minsk       |
| 2019 | Polonia      | Superhero                 | Viki Gabor           | 278 | Kazajistán    | España       | 24 de noviembre de 2019 | Gliwice     |
| 2020 | Francia      | J'Imagine                 | Valentina            | 200 | Kazajistán    | España       | 29 de noviembre de 2020 | Varsovia    |
| 2021 | Armenia      | Qami Qami                 | Maléna               | 224 | Polonia       | Francia      | 19 de diciembre de 2021 | París       |
| 2022 | Francia      | Oh, Maman!                | Lissandro            | 203 | Armenia       | Georgia      | 11 de diciembre de 2022 | Ereván      |
| 2023 | Francia      | Cœur                      | Zoé Clauzure         | 228 | España        | Armenia      | 26 de noviembre de 2023 | Niza        |
| 2024 | Georgia      | To My Mom                 | Andria Putkaradze    | 239 | Portugal      | Ucrania      | 16 de noviembre de 2024 | Madrid      |

| Victorias | País         | Año/s                  |
| --------- | ------------ | ---------------------- |
| 4         | Georgia      | 2008, 2011, 2016, 2024 |
| 3         | Francia      | 2020, 2022, 2023       |
| 2         | Armenia      | 2010, 2021             |
| 2         | Polonia      | 2018, 2019             |
| 2         | Rusia        | 2006, 2017             |
| 2         | Malta        | 2013, 2015             |
| 2         | Bielorrusia  | 2005, 2007             |
| 1         | Italia       | 2014                   |
| 1         | Ucrania      | 2012                   |
| 1         | Países Bajos | 2009                   |
| 1         | España       | 2004                   |
| 1         | Croacia      | 2003                   |

## Por idioma
La siguiente lista corresponde a todos los idiomas utilizados durante la historia del Festival de la Canción de Eurovisión Junior, ya sea para interpretar todo un tema o solo un fragmento. Los idiomas que aparecieron en el mismo año están ordenados de acuerdo con el orden de aparición de cada año.
| Primera aparición | Primera aparición | Primera aparición | Primera aparición   | Primera aparición                   | Primera aparición             |
| N.º               | Año               | Idioma            | País                | Artista                             | Canción                       |
| ----------------- | ----------------- | ----------------- | ------------------- | ----------------------------------- | ----------------------------- |
| 1                 | 2003              | Griego            | Grecia              | Nicolas Ganopoulos                  | «Fili gia panta»              |
| 2                 | 2003              | Croata            | Croacia             | Dino Jelusić                        | «Ti si moja prva ljubav»      |
| 3                 | 2003              | Bielorruso        | Bielorrusia         | Volha Satsiuk                       | «Tantsuy»                     |
| 4                 | 2003              | Letón             | Letonia             | Dzintars Cica                       | «Tu esi vasarā»               |
| 5                 | 2003              | Macedonio         | Macedonia del Norte | Marija y Viktorija                  | «Ti ne me poznavaš»           |
| 6                 | 2003              | Polaco            | Polonia             | Kasia Zurawik                       | «Coś mnie nosi»               |
| 7                 | 2003              | Noruego           | Noruega             | 2U                                  | «Sinnsykt gal forelsket»      |
| 8                 | 2003              | Español           | España              | Sergio                              | «Desde el cielo»              |
| 9                 | 2003              | Rumano            | Rumania             | Bubu                                | «Tobele sunt viata mea»       |
| 10                | 2003              | Neerlandés        | Bélgica             | X!nk                                | «De vriendschapsband»         |
| 11                | 2003              | Inglés            | Reino Unido         | Tom Morley                          | «My song for the world»       |
| 12                | 2003              | Danés             | Dinamarca           | Anne Gadegaard                      | «Arabiens drøm»               |
| 13                | 2003              | Sueco             | Suecia              | The Honbeypies                      | «Stoppa mig»                  |
| 14                | 2003              | Neerlandés        | Países Bajos        | Roel Felius                         | «Mijn ogen zeggen alles»      |
| 15                | 2004              | Francés           | Francia             | Thomas Pontier                      | «Si on voulait bien»          |
| 16                | 2004              | Italiano          | Suiza               | Demis Mirarchi                      | «Birichino»                   |
| 17                | 2005              | Ruso              | Rusia               | Vladislav Krutskikh                 | «Doroga k Solnstu»            |
| 18                | 2005              | Serbio            | Serbia y Montenegro | Filip Vučić                         | «Ljubav Pa Fudbal»            |
| 19                | 2006              | Portugués         | Portugal            | Pedro Madeira                       | «Deixa-me sentir»             |
| 20                | 2006              | Ucraniano         | Ucrania             | Nazar Slyusarchuk                   | «Khlopchyk Rock-N-Roll»       |
| 21                | 2006              | Japonés           | Serbia              | Neustrašivi Učitelji Stranih Jezika | «Učimo Strane Jezike»         |
| 22                | 2007              | Georgiano         | Georgia             | Mari Romelashvili                   | «Odelia Ranuni»               |
| 23                | 2007              | Armenio           | Armenia             | Arevik                              | «Erazanq»                     |
| 24                | 2007              | Búlgaro           | Bulgaria            | Bon Bon                             | «Bonbolandia»                 |
| 25                | 2007              | Lituano           | Lituania            | Lina Jurevičiūtė                    | «Kai Miestas Snaudžia»        |
| 26                | 2008              | Lengua construida | Georgia             | Bzikebi                             | «Bzz...»                      |
| 27                | 2010              | Maltés            | Malta               | Nicole Azzopardi                    | «Knock Knock!... Boom! Boom!» |
| 28                | 2012              | Albanés           | Albania             | Igzidora Gjeta                      | «Kam një këngë vetëm për ju»  |
| 29                | 2012              | Azerí             | Azerbaiyán          | Suada y Omar                        | «Girls and Boys»              |
| 30                | 2012              | Hebreo            | Israel              | Kids.il                             | «Let the music win»           |
| 31                | 2014              | Esloveno          | Eslovenia           | Ula Ložar                           | «Nisi sam»                    |
| 32                | 2014              | Montenegrino      | Montenegro          | Maša Vujadinović & Lejla Vulić      | «Budi dijete na jedan dan»    |
| 33                | 2015              | Irlandés          | Irlanda             | Aimee Banks                         | «Réalta Na Mara»              |
| 34                | 2015              | Latín             | Irlanda             | Aimee Banks                         | «Réalta Na Mara»              |
| 35                | 2018              | Kazajo            | Kazajistán          | Danelya Tuleshova                   | «Ózińe sen»                   |
| 36                | 2018              | Galés             | Gales               | Manw Lili Robin                     | «Perta»                       |
| 37                | 2020              | Alemán            | Alemania            | Susan Oseloff                       | «Stronger With You»           |
| 38                | 2023              | Estonio           | Estonia             | Arhanna                             | «Hoiame Kokku»                |

De las 18 canciones ganadoras, solo las victorias de Malta en 2013 y 2015 han sido completamente en inglés. Países Bajos en 2009, Ucrania en 2012, Italia en 2014, Rusia en 2017 y Polonia en 2018 y 2019 mezclaron sus lenguas oficiales (neerlandés, ucraniano, italiano, ruso, polaco) con el inglés. Cabe destacar que la canción de Georgia en 2008 era totalmente en un idioma imaginario. Todas las otras canciones ganadoras han sido en el idioma oficial del país ganador.
Hay que destacar que las primeras ediciones fueron ganadas por canciones únicamente en el idioma oficial del país ganador, rompiendo esta línea en la edición de 2009 por los Países Bajos. Pocos años después (concretamente en 2012) comenzó a darse un bilingüismo con el inglés que solo fue roto por la tercera victoria de Georgia en 2016 y la primera de Francia en 2020.
| Victorias | Idioma            | Año                                                        | País                                                                        |
| --------- | ----------------- | ---------------------------------------------------------- | --------------------------------------------------------------------------- |
| 8         | Inglés            | 2009, 2012, 2013, 2014, 2015, 2017, 2018, 2019, 2021, 2022 | Armenia, Países Bajos, Ucrania, Malta (x2), Italia, Rusia, Polonia, Francia |
| 4         | Ruso              | 2005, 2006, 2007, 2017                                     | Rusia, Bielorrusia                                                          |
| 3         | Francés           | 2020, 2022, 2023                                           | Francia                                                                     |
| 3         | Georgiano         | 2011, 2016, 2024                                           | Georgia                                                                     |
| 2         | Armenio           | 2010, 2021                                                 | Armenia                                                                     |
| 2         | Polaco            | 2018, 2019                                                 | Polonia                                                                     |
| 1         | Italiano          | 2014                                                       | Italia                                                                      |
| 1         | Ucraniano         | 2012                                                       | Ucrania                                                                     |
| 1         | Neerlandés        | 2009                                                       | Países Bajos                                                                |
| 1         | Lengua construida | 2008                                                       | Georgia                                                                     |
| 1         | Español           | 2004                                                       | España                                                                      |
| 1         | Croata            | 2003                                                       | Croacia                                                                     |

## Histórico de puntos
Se incluyen los puntos registrados por cada país entre todas las ediciones:
| Posición | País                | Puntos |
| -------- | ------------------- | ------ |
| 1        | Armenia             | 2334   |
| 2        | Georgia             | 2239   |
| 3        | Rusia               | 1898   |
| 4        | Países Bajos        | 1875   |
| 5        | Ucrania             | 1870   |
| 6        | Bielorrusia         | 1847   |
| 7        | Malta               | 1789   |
| 8        | Francia             | 1445   |
| 9        | España              | 1436   |
| 10       | Polonia             | 1285   |
| 11       | Italia              | 1149   |
| 12       | Macedonia del Norte | 1147   |
| 13       | Serbia              | 1033   |
| 14       | Australia           | 760    |
| 15       | Albania             | 732    |
| 16       | Kazajistán          | 718    |
| 17       | Portugal            | 686    |
| 18       | Bélgica             | 628    |
| 19       | Irlanda             | 624    |
| 20       | Bulgaria            | 608    |
| 21       | Reino Unido         | 592    |
| 22       | Suecia              | 558    |
| 23       | Rumanía             | 459    |
| 24       | Chipre              | 443    |
| 25       | Croacia             | 359    |
| 26       | Dinamarca           | 330    |
| 27       | Azerbaiyán          | 313    |
| 28       | Alemania            | 305    |
| 29       | Grecia              | 257    |
| 30       | Lituania            | 256    |
| 31       | Moldavia            | 225    |
| 32       | Israel              | 176    |
| 33       | Letonia             | 172    |
| 34       | Noruega             | 153    |
| 35       | San Marino          | 146    |
| 36       | Eslovenia           | 141    |
| 37       | Estonia             | 104    |
| 38       | Gales               | 64     |
| 39       | Montenegro          | 60     |
| 40       | Serbia y Montenegro | 29     |
| 41       | Suiza               | 4      |

## Breve historia de cada país
En la siguiente tabla, se muestran todos los países que han participado en alguna edición y el número de veces que han quedado en un determinado lugar. Además, también se indica el año de su debut y el número de veces que han participado, junto al número de veces que han quedado en los 10 primeros puestos (Top 10) y el número de veces que han quedado en última posición. 
Ordenados según su palmarés, atendiendo a las veces que hayan quedado en los primeros puestos a lo largo de su recorrido en el festival, el país que lidera la clasificación es Georgia, al ser el mayor vencedor con un total de 4 victorias a sus espaldas; Francia con 3 victorias, seguido de Bielorrusia, Rusia, Malta, Polonia, y Armenia con 2 victorias. Les siguen Ucrania, España, Países Bajos, Italia y Croacia con una victoria cada uno. De entre todos los países, Francia es el que ha conseguido mejor palmarés con el menor número de participaciones; mientras que Macedonia del Norte es el que peor palmarés tiene con el mayor número de participaciones. Serbia y Montenegro, Montenegro tras independizarse, Suiza, Gales y Alemania, son los países que quedan a la cola por ser los únicos que nunca han conseguido posicionarse dentro de los 10 primeros puestos de la clasificación de alguno de los festivales en los que han tomado parte, siendo Portugal el que más veces ha participado y lo ha intentado. 
Con respecto a los países que alguna vez han quedado en última posición, Macedonia del Norte es la que más veces ha quedado en último lugar con un total de cuatro ocasiones, siendo una de ellas empatada con Letonia en el año 2011. Casualmente, la otra vez que Letonia quedó última también fue empatada con otro país, con Polonia en 2004.
|     | País                | 1 | 2 | 3 | 4 | 5 | 6 | 7 | 8 | 9 | 10 | 11 | 12 | 13 | 14 | 15 | 16 | 17 | 18 | 19 | 20 | Debut / n.º de participaciones | Top10 | Último lugar  |
| --- | ------------------- | - | - | - | - | - | - | - | - | - | -- | -- | -- | -- | -- | -- | -- | -- | -- | -- | -- | ------------------------------ | ----- | ------------- |
| 1.  | Georgia             | 4 | 2 | 1 | 3 | 1 | 1 | 1 | 1 |   | 1  | 1  |    |    | 2  |    |    |    |    |    |    | 2007 / 18                      | 15    |               |
| 2.  | Francia             | 3 | 1 | 1 | 1 | 1 | 1 |   |   |   |    |    |    |    |    |    |    |    |    |    |    | 2004 / 8                       | 8     |               |
| 3.  | Armenia             | 2 | 5 | 3 |   | 1 | 2 |   | 2 | 2 |    |    |    |    |    |    |    |    |    |    |    | 2007 / 17                      | 17    |               |
| 4.  | Bielorrusia         | 2 | 1 | 2 | 2 | 3 | 1 | 2 |   | 2 |    | 2  |    |    | 1  |    |    |    |    |    |    | 2003 / 18                      | 15    |               |
| 5.  | Rusia               | 2 | 1 | 1 | 4 | 1 | 2 | 2 |   | 1 | 2  |    |    | 1  |    |    |    |    |    |    |    | 2005 / 17                      | 16    |               |
| 6.  | Polonia             | 2 | 1 |   |   |   | 1 |   | 1 | 1 | 1  | 1  | 1  |    |    |    | 1  |    | 1  |    |    | 2003 / 11                      | 6     | 2 (1 empate)  |
| 7.  | Malta               | 2 |   |   | 2 | 2 | 1 | 1 | 2 | 1 | 1  | 2  | 2  | 1  |    |    | 2  |    |    | 1  |    | 2003 / 20                      | 11    | 2             |
| 8.  | España              | 1 | 3 | 2 | 1 |   | 2 |   |   |   |    |    |    |    |    | 1  |    |    |    |    |    | 2003 / 10                      | 9     |               |
| 9.  | Ucrania             | 1 | 2 | 1 | 1 | 2 | 2 | 2 |   | 3 |    | 2  |    | 1  | 2  |    |    |    |    |    |    | 2006 / 19                      | 13    | 1             |
| 10. | Países Bajos        | 1 | 1 |   | 3 |   |   | 4 | 3 | 1 | 1  | 3  | 1  | 2  |    | 1  |    |    |    | 1  |    | 2003 / 22 (todas)              | 13    | 1             |
| 11. | Italia              | 1 |   | 1 |   |   |   | 2 |   | 1 | 1  | 3  |    |    |    |    | 1  |    |    |    |    | 2014 / 10                      | 6     |               |
| 12. | Croacia             | 1 |   | 1 |   |   |   |   |   |   | 1  |    | 1  |    |    |    | 1  |    |    |    |    | 2003 / 5                       | 3     | 1             |
| 13. | Kazajistán          |   | 2 |   |   |   | 1 |   | 1 |   |    |    |    |    |    | 1  |    |    |    |    |    | 2018 / 5                       | 4     |               |
| 14. | Reino Unido         |   | 1 | 1 | 1 | 1 |   |   |   |   |    |    |    |    | 1  |    |    |    |    |    |    | 2003 / 5                       | 3     |               |
| 15. | Bulgaria            |   | 1 |   |   |   |   | 1 | 1 | 2 |    |    |    |    |    | 1  | 1  |    |    |    |    | 2007 / 7                       | 5     | 1             |
| 16. | Portugal            |   | 1 |   |   |   |   |   | 1 |   |    | 1  |    | 1  | 2  |    | 2  |    | 1  |    |    | 2006 / 9                       | 2     |               |
| 17. | Serbia              |   |   | 2 |   | 1 |   | 1 |   |   | 4  | 1  | 1  | 2  |    |    |    | 1  |    | 1  |    | 2006 / 14                      | 8     | 1             |
| 18. | Australia           |   |   | 2 |   | 1 |   |   | 2 |   |    |    |    |    |    |    |    |    |    |    |    | 2015 / 5                       | 5     |               |
| 19. | Suecia              |   |   | 1 |   |   | 2 |   | 1 | 2 |    | 1  |    | 1  |    | 3  |    |    |    |    |    | 2003 / 11                      | 6     |               |
| 20. | Lituania            |   |   | 1 |   |   | 1 |   |   |   | 1  |    |    | 1  |    |    |    |    |    |    |    | 2007 / 4                       | 3     |               |
| 21. | Eslovenia           |   |   | 1 |   |   |   |   |   |   |    |    | 1  |    |    |    |    |    |    |    |    | 2014 / 2                       | 1     |               |
| 22. | Noruega             |   |   | 1 |   |   |   |   |   |   |    |    |    | 2  |    |    |    |    |    |    |    | 2003 / 3                       | 1     |               |
| 23. | Dinamarca           |   |   |   | 1 | 2 |   |   |   |   |    |    |    |    |    |    |    |    |    |    |    | 2003 / 3                       | 3     |               |
| 24. | Bélgica             |   |   |   | 1 | 1 | 1 | 3 |   |   | 2  | 1  |    |    |    | 1  |    |    |    |    |    | 2003 / 10                      | 8     |               |
| 25. | Rumania             |   |   |   | 1 | 1 | 1 |   |   | 1 | 2  |    |    | 1  |    |    |    |    |    |    |    | 2003 / 7                       | 6     | 1             |
| 26. | Irlanda             |   |   |   | 1 |   |   |   |   |   | 1  |    | 2  |    |    | 3  | 1  |    | 1  |    |    | 2015 / 9                       | 2     |               |
| 27. | Macedonia del Norte |   |   |   |   | 2 | 1 | 1 | 1 | 1 |    |    | 9  |    | 1  | 1  | 1  | 1  |    |    |    | 2003 / 19                      | 6     | 4 (1 empate)  |
| 28. | Albania             |   |   |   |   | 1 |   | 1 | 1 |   |    |    | 2  | 2  | 1  |    |    | 2  |    |    |    | 2012 / 10                      | 3     | 1             |
| 29. | Azerbaiyán          |   |   |   |   | 1 |   | 1 |   |   |    | 1  |    |    |    |    | 1  |    |    |    |    | 2012 / 4                       | 2     |               |
| 30. | Grecia              |   |   |   |   |   | 1 |   | 1 | 1 |    |    |    | 1  | 1  |    |    | 1  |    |    |    | 2003 / 6                       | 3     | 1             |
| 31. | Moldavia            |   |   |   |   |   | 1 |   | 1 |   | 1  | 1  |    |    |    |    |    |    |    |    |    | 2010 / 4                       | 3     |               |
| 32. | Chipre              |   |   |   |   |   |   |   | 2 | 1 | 1  | 1  |    | 1  | 2  |    | 2  |    |    |    |    | 2003 / 10                      | 4     | 1             |
| 33. | Israel              |   |   |   |   |   |   |   | 1 |   |    |    |    |    | 1  | 1  |    |    |    |    |    | 2012 / 3                       | 1     |               |
| 34. | Letonia             |   |   |   |   |   |   |   |   | 1 | 1  | 1  |    | 1  |    |    |    |    | 1  |    |    | 2003 / 5                       | 2     | 2 (2 empates) |
| 35. | Alemania            |   |   |   |   |   |   |   |   | 1 |    | 1  | 1  |    |    |    |    | 1  |    |    |    | 2020 / 4                       | 1     | 1             |
| 36. | San Marino          |   |   |   |   |   |   |   |   |   | 1  |    |    |    | 1  | 1  |    | 1  |    |    |    | 2013 / 4                       | 1     | 1             |
| 37. | Serbia y Montenegro |   |   |   |   |   |   |   |   |   |    |    |    | 1  |    |    |    |    |    |    |    | 2005 / 1                       |       |               |
| 38. | Montenegro          |   |   |   |   |   |   |   |   |   |    |    |    | 1  | 1  |    |    |    |    |    |    | 2014 / 2                       |       |               |
| 39. | Estonia             |   |   |   |   |   |   |   |   |   |    |    |    |    | 1  | 1  |    |    |    |    |    | 2023 / 2                       |       |               |
| 40. | Suiza               |   |   |   |   |   |   |   |   |   |    |    |    |    |    |    | 1  |    |    |    |    | 2004 / 1                       |       |               |
| 41. | Gales               |   |   |   |   |   |   |   |   |   |    |    |    |    |    |    |    |    | 1  |    | 1  | 2018 / 2                       |       | 1             |
|     |                     |   |   |   |   |   |   |   |   |   |    |    |    |    |    |    |    |    |    |    |    |                                |       |               |
|     | País                | 1 | 2 | 3 | 4 | 5 | 6 | 7 | 8 | 9 | 10 | 11 | 12 | 13 | 14 | 15 | 16 | 17 | 18 | 19 | 20 | Debut / n.º de participaciones | Top10 | Último lugar  |

## Presentadores
A continuación se enlistan las personas que presentaron cada edición del festival.
| Año  | Presentador(es)                                           |
| ---- | --------------------------------------------------------- |
| 2003 | Camilla Ottesen y Remee                                   |
| 2004 | Stian Barsnes Simonsen y Nadia Hasnaoui                   |
| 2005 | Marcel Vanthilt y Maureen Louys                           |
| 2006 | Andreea Marin y Ioana Ivan                                |
| 2007 | Sipke Jan Bousema y Kim-Lian van der Meij                 |
| 2008 | Alex Michael y Sophia Paraskeva                           |
| 2009 | Ani Lorak y Timur Miroshnychenko                          |
| 2010 | Leila Ismailava y Denis Kourian                           |
| 2011 | Gohar Gasparián y Avet Barseghyan                         |
| 2012 | Kim-Lian van der Meij y Ewout Genemans                    |
| 2013 | Timur Miroshnychenko y Zlata Ognevich                     |
| 2014 | Moira Delia                                               |
| 2015 | Poli Genova                                               |
| 2016 | Ben Camille y Valerie Vella                               |
| 2017 | Helen Kalandadze y Lizi Japaridze                         |
| 2018 | Eugene Perlin y Zinaida Kupriyanovich                     |
| 2019 | Ida Nowakowska, Aleksander Sikora y Roksana Węgiel        |
| 2020 | Ida Nowakowska, Małgorzata Tomaszewska y Rafał Brzozowski |
| 2021 | Élodie Gossuin y Olivier Minne                            |
| 2022 | Iveta Mukuchyan y Garik Papoyan                           |
| 2023 | Olivier Minne y Laury Thilleman                           |
| 2024 | Ruth Lorenzo, Marc Clotet y Melani García                 |

### Presentadores en la «Green room»
A continuación se enlistan las personas que, en algunas ediciones, sirvieron de presentadores específicos de apoyo en las conexiones con la denominada «Green room», la sala donde los artistas participantes esperan los resultados después de las actuaciones.
| Año  | Presentador(es)                   |
| ---- | --------------------------------- |
| 2009 | Dmytro "Dima" Borodin             |
| 2018 | Helena Meraai                     |
| 2021 | Carla Lazzari                     |
| 2022 | Karina Ignatyan y Robin, el robot |
| 2023 | Ophelie Vincent "Ophenya"         |

## Diferencias con el festival de adultos
A diferencia de lo que ocurre en el Festival de Eurovisión tradicional, la sede del festival no se determina por el país ganador del año anterior, sino que se elige de antemano de entre los países que se ofrecen a organizarlo. Sin embargo, a partir de 2013, se estableció que el país ganador tendría preferencia para organizarlo si lo deseara. Solo se incumplió esto en 2018, en la que se eligió a Bielorrusia antes de la edición de 2017, de la que salió ganadora Rusia.
Por otro lado, los países participantes deben cantar obligatoriamente en una de sus lenguas oficiales, mientras que en el festival tradicional existe libertad de idioma desde 1999. Además, la canción debe estar escrita por al menos uno de los miembros que actúen representando a su país y no puede haber sido publicada antes de su elección para el festival.
Otra diferencia notable es que un mismo artista no puede repetir su participación más de una vez en este festival, pero a pesar de esto, la Unión Europea de Radiodifusión concedió un permiso especial para que Ekaterina Ryabova (segundo lugar por Rusia en 2009) volviera a representar a su país en la edición (2011), siendo la primera vez que este hecho se producía en la historia del concurso. En 2010, Ekaterina fue previamente descalificada cuando se presentó a la preselección rusa para el certamen debido a la existencia de esta norma. Esta regla fue eliminada a partir del festival del año 2012, por lo cual los cantantes ya pueden repetir en el certamen.

## Controversias en ediciones pasadas
Algunos países, entre ellos Noruega, decidieron no participar más en el festival bajo el argumento de que el certamen supone demasiada presión a los participantes. Sin embargo, participa en un concurso similar a nivel escandinavo, el Melodi Grand Prix Nordic, junto con Suecia, Dinamarca y Finlandia, de los cuales, tan solo Suecia siguió participando en el festival europeo.
Además, España decidió no participar a partir de la edición de 2007, puesto a que los jefes de la delegación de RTVE, afirmaban que el festival "fomentaba estereotipos que no compartimos". No obstante, debido al cambio de la delegación española de Eurovisión tanto en la versión sénior y la del júnior el país regresa a la competición de forma regular en la edición de 2019 con un gran éxito en cuanto a resultados y audiencias, debido al gran interés suscitado por el certamen en España, confirmando de nuevo su participación en 2020 y 2021.
También, durante los años 2009 y 2013, hubo otros muchos países que no participaron en el festival, tal que de los 32 países que participaron en alguna ocasión, desde 2003 hasta 2013, en 2012 y 2013 solo formaron parte 12.
Sin embargo, esta tendencia a la baja cambió a partir del 2014, dónde la cifra de países participantes se incrementó a un total de 17, obteniendo sonados debuts, como el de Australia, Italia, Irlanda, Eslovenia o Montenegro, y esperados retornos como el de Croacia, Serbia, Chipre, Albania, Bulgaria y Polonia. En la edición de 2016 el televoto es eliminado debido al bajo uso del sistema en los países participantes, siendo sustituido por votos de jurados infantiles. En 2017 el televoto vuelve a implantarse pero esta vez en línea a través de la plataforma vote.junioreurovision.TV y la novedad de poder votar por el país de origen, a diferencia del festival de adultos. Casi 4 millones de votos fueron registrados en la edición de 2019, siendo un éxito indiscutible. A día de hoy, un total de 41 países han participado al menos en una ocasión en el festival infantil.

## Identidad visual y eslóganes

### Identidad visual
Habiendo contado con una imagen diferenciada del Festival de la Canción de Eurovisión, el logotipo genérico al estilo del certamen sénior se introdujo para la edición de 2008 en Limasol, para crear una identidad visual coherente. Cada año del concurso, la emisora anfitriona crea un subtema que suele ir acompañado y expresado por un sublogo y un eslogan.
El logotipo genérico se renovó en marzo de 2015, siete años después de la creación del primero. El logotipo se utilizó por primera vez en 2015 en Sofía.
El logotipo genérico se actualizó de nuevo tras anunciarse que Niza sería la ciudad anfitriona del concurso en 2023, donde se presentaba el símbolo de la «bandera dentro del corazón» del Festival de la Canción de Eurovisión para adultos, el cual se utilizó hasta 2025, ya que en 2026 se adaptaría a la imagen con la que se renovó el certamen sénior por su 70.º aniversario.

### Eslóganes
Desde 2005, cada edición ha tenido un eslogan, elegido por la emisora anfitriona. Con base en este eslogan, se desarrollaban el tema y el diseño visual. Sin embargo, el 18 de agosto de 2025 se anunció que Eurovisión Junior adoptaría el mismo eslogan que la versión adulta del certamen: «United by Music» de manera permanente.
| Año        | País anfitrión | Ciudad anfitriona | Eslogan               |
| ---------- | -------------- | ----------------- | --------------------- |
| 2005       | Bélgica        | Hasselt           | Let's Get Loud        |
| 2006       | Rumanía        | Bucarest          | Let the Music Play    |
| 2007       | Países Bajos   | Róterdam          | Make a Big Splash     |
| 2008       | Chipre         | Limasol           | Fun in the Sun        |
| 2009       | Ucrania        | Kiev              | For the Joy of People |
| 2010       | Bielorrusia    | Minsk             | Feel the Magic        |
| 2011       | Armenia        | Ereván            | Reach for the Top!    |
| 2012       | Países Bajos   | Ámsterdam         | Break the Ice         |
| 2013       | Ucrania        | Kiev              | Be Creative           |
| 2014       | Malta          | Marsa             | #Together             |
| 2015       | Bulgaria       | Sofía             | #Discover             |
| 2016       | Malta          | La Valeta         | Embrace               |
| 2017       | Georgia        | Tiflis            | Shine Bright          |
| 2018       | Bielorrusia    | Minsk             | #LightUp              |
| 2019       | Polonia        | Gliwice           | Share the Joy         |
| 2020       | Polonia        | Varsovia          | #MoveTheWorld         |
| 2021       | Francia        | París             | Imagine               |
| 2022       | Armenia        | Ereván            | Spin the Magic        |
| 2023       | Francia        | Niza              | Heroes                |
| 2024       | España         | Madrid            | Let’s Bloom           |
| Desde 2025 | —              | —                 | United by Music       |

## Adaptaciones
- Código F.A.M.A. Internacional - En 2005 Televisa organizó un certamen en el que participaron niños de 20 países de América Latina, España y Estados Unidos. María Isabel, ganadora del Festival de la Canción de Eurovisión Junior 2004, realizó una presentación en el concurso.